# Roxby Downs
Roxby Downs är en ort i Australien. Den ligger i kommunen Roxby Council och delstaten South Australia, omkring 510 kilometer norr om delstatshuvudstaden Adelaide.
Trakten runt Roxby Downs är nära nog obefolkad, med mindre än två invånare per kvadratkilometer.. Det finns inga andra samhällen i närheten. 
Omgivningarna runt Roxby Downs är i huvudsak ett öppet busklandskap. Genomsnittlig årsnederbörd är 283 millimeter. Den regnigaste månaden är februari, med i genomsnitt 67 mm nederbörd, och den torraste är oktober, med 5 mm nederbörd.